# Comunidade Acorn

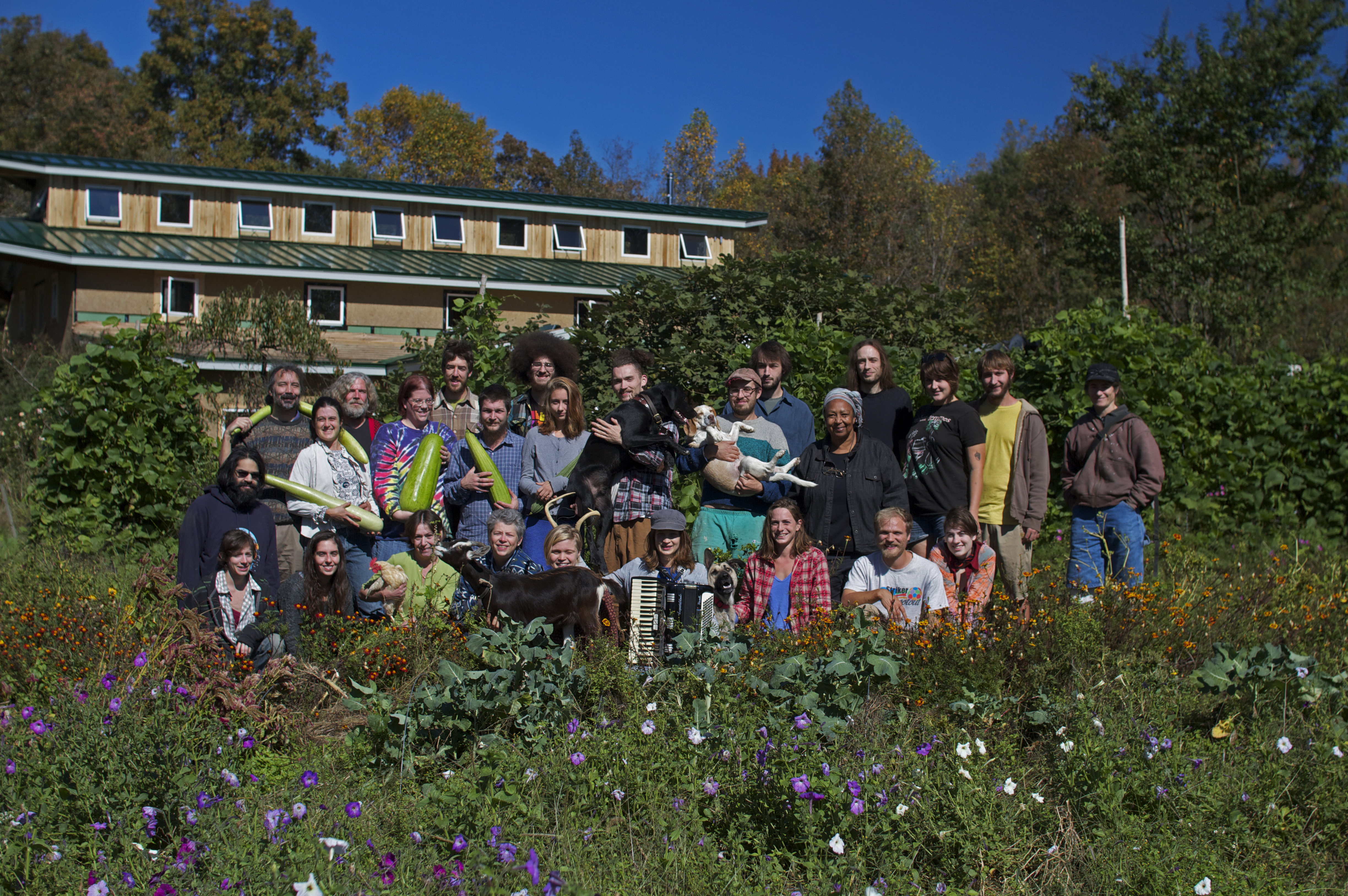
Comunidade Acorn em 2013.

Em 1993, foi fundada a Comunidade Acorn, em Louisa (Virginia), com características: igualitárias (prática da partilha de renda), seculares, anarquistas, feministas e baseada no consenso. Apoia a partilha radical, a comunicação positiva, a compaixão, a sustentabilidade e o ativismo anti-opressão. É um local onde se pretende viver livre da hierarquia e da coerção. É uma integrante da Federação de Comunidades Igualitárias.
A Comunidade é uma cisão amigável da Comunidade Twin Oaks, localizada a 12 km de distância .
A terra, o trabalho, os recursos e a renda são utilizados para o bem da Comunidade e de seus integrantes. Sem visar crenças religiosas, políticas ou filosóficas comuns. Há reuniões semanais para tomar decisões sobre o uso de coletivo do dinheiro, das terras e de outros recursos.
Não há chefes, proprietários, investidores, gerentes ou supervisores. Se encoraja a responsabilidade pessoal, em vez da supervisão.
Existe o compromisso do apoio ao desenvolvimento de outras comunidades igualitárias por meio da Federação de Comunidades Igualitária.
A Comunidade se opõe aos organismos geneticamente modificados da Monsanto e tem a venda de sementes não geneticamente modificadas como uma de suas atividades econômicas .
Em 2013, a Comunidade tinha 29 hectares e cerca de 20 integrantes .